# Thanglongské královské město
Thanglongské císařské město (vietnamsky Hoàng thành Thăng Long) byl opevněný císařský areál, jehož pozůstatky se nacházejí v hlavním vietnamském městě Hanoj (viet. Hà Nội), které dříve neslo název Thang Long (viet. Thăng Long), tj. Město vzlétajícího draka.
Císařský okrsek byl postaven v r. 1110 jako nové císařské sídlo. Hanoj plnila po velkou část vietnamských dějin roli hlavního města i kulturního a obchodního centra severního území dnešního Vietnamu, totiž za vlády dynastií Ly (viet. Lý, 1010-1225), Tran (viet. Trần, 1225-1413) a Le (viet. Lê, 1428-1789). Z celého komplexu se zachovalo jen málo staveb, při archeologických výzkumech - zejména v posledních dvou desetiletích - se však v místě bývalé pevnosti našly statisíce dějinných artefaktů, přičemž výzkumy nadále pokračují.
V roce 2010 byla císařská pevnost v Hanoji zapsána na seznam Světového dědictví UNESCO.

## Fotogalerie

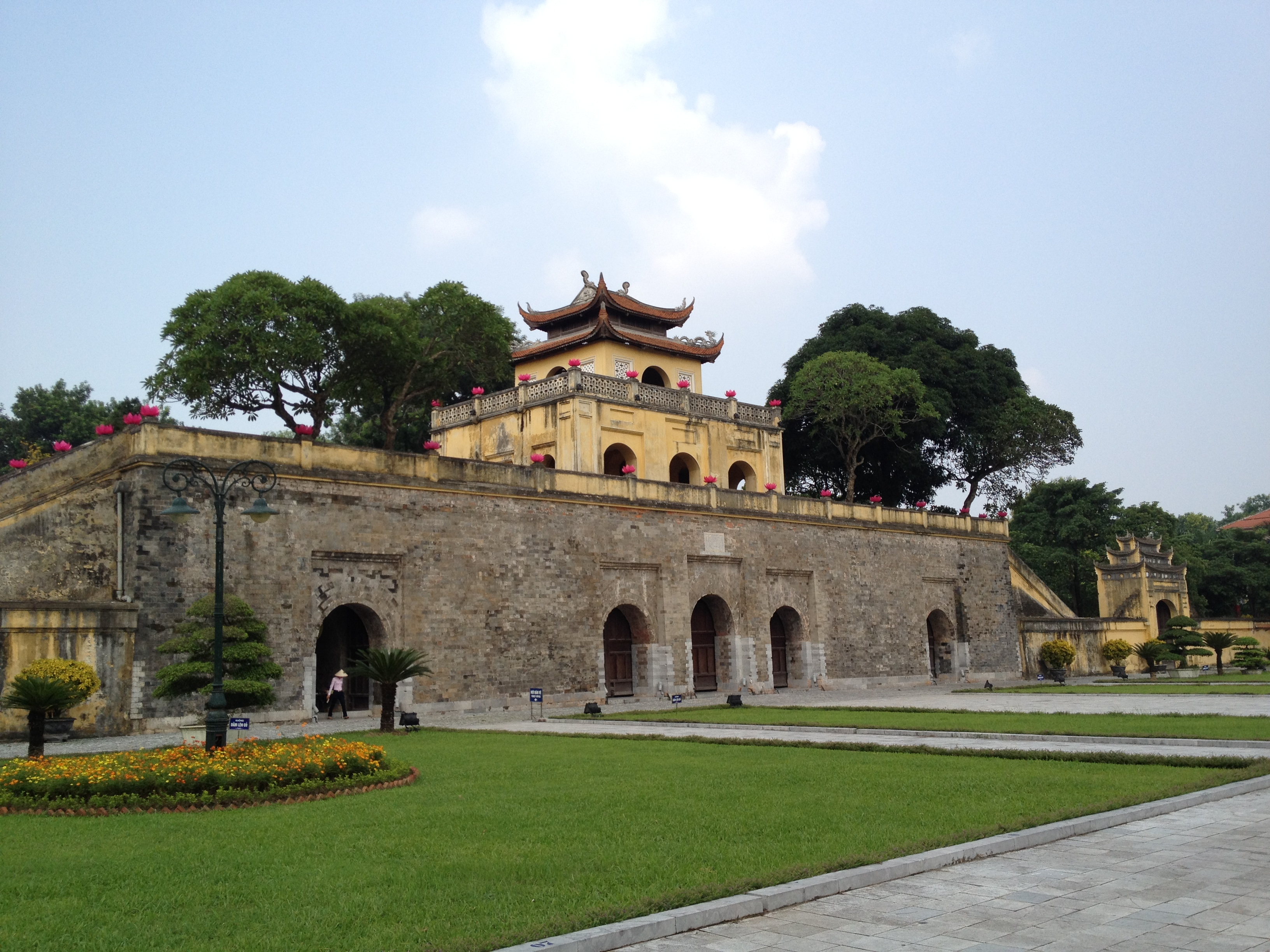
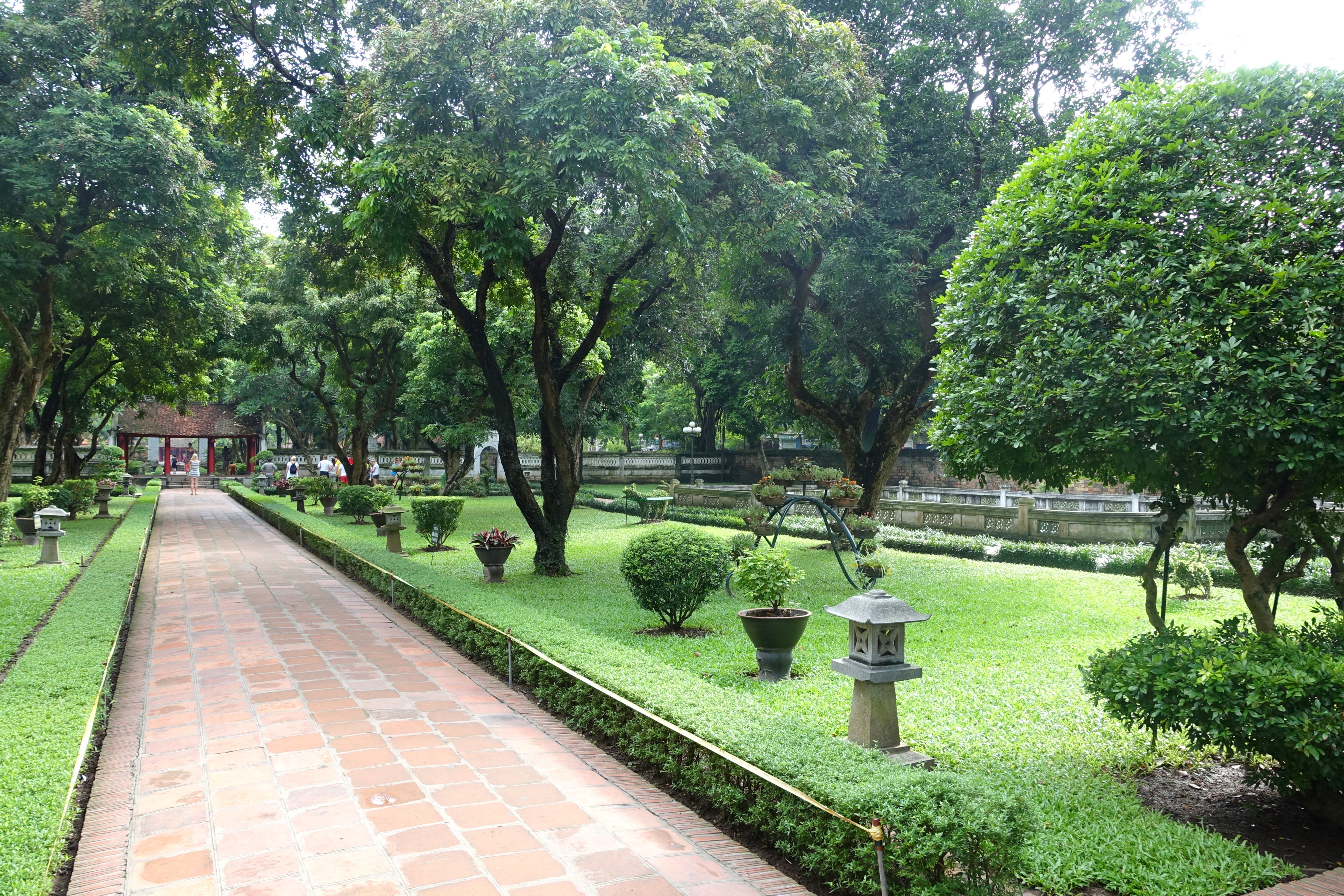
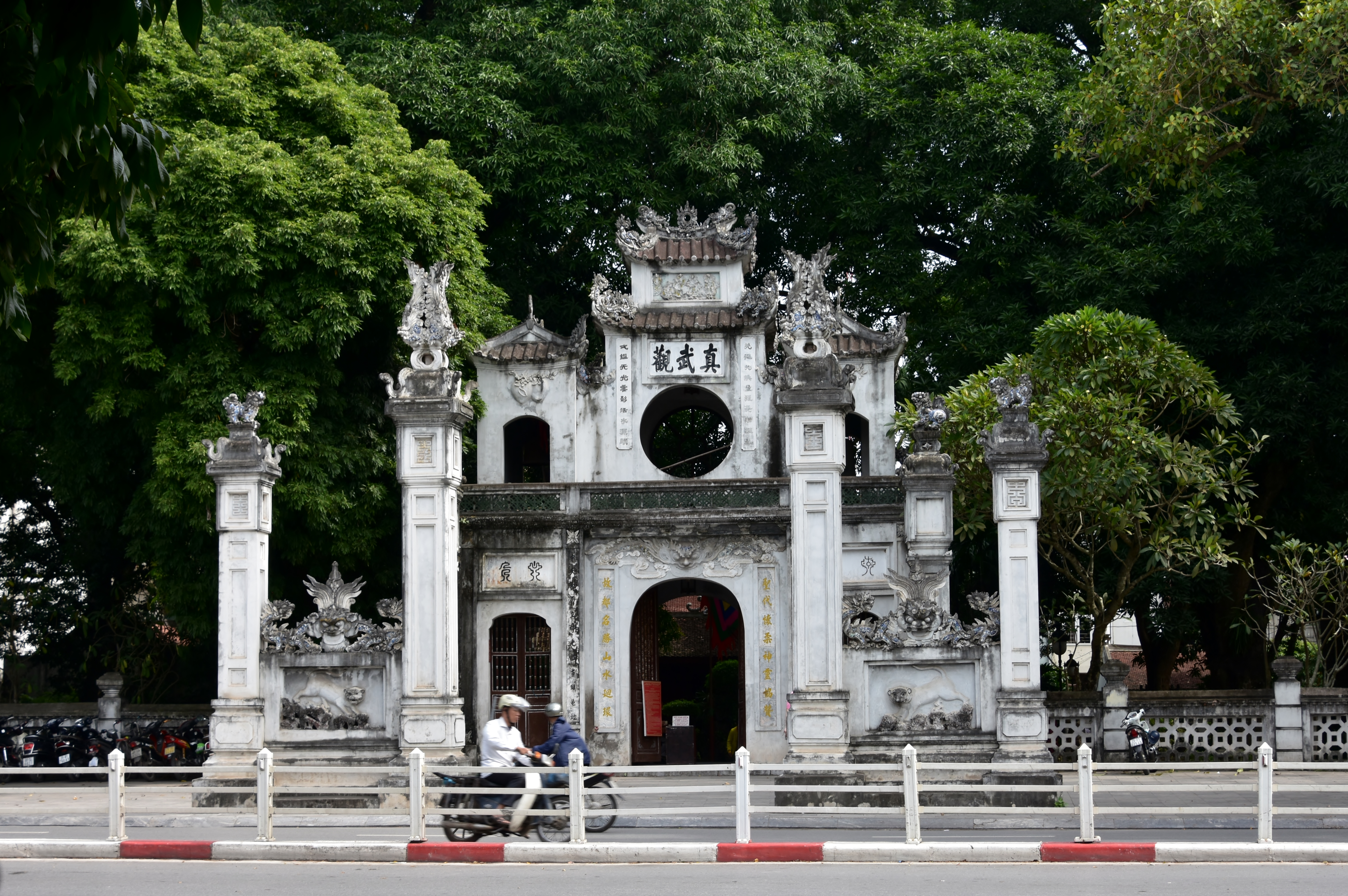
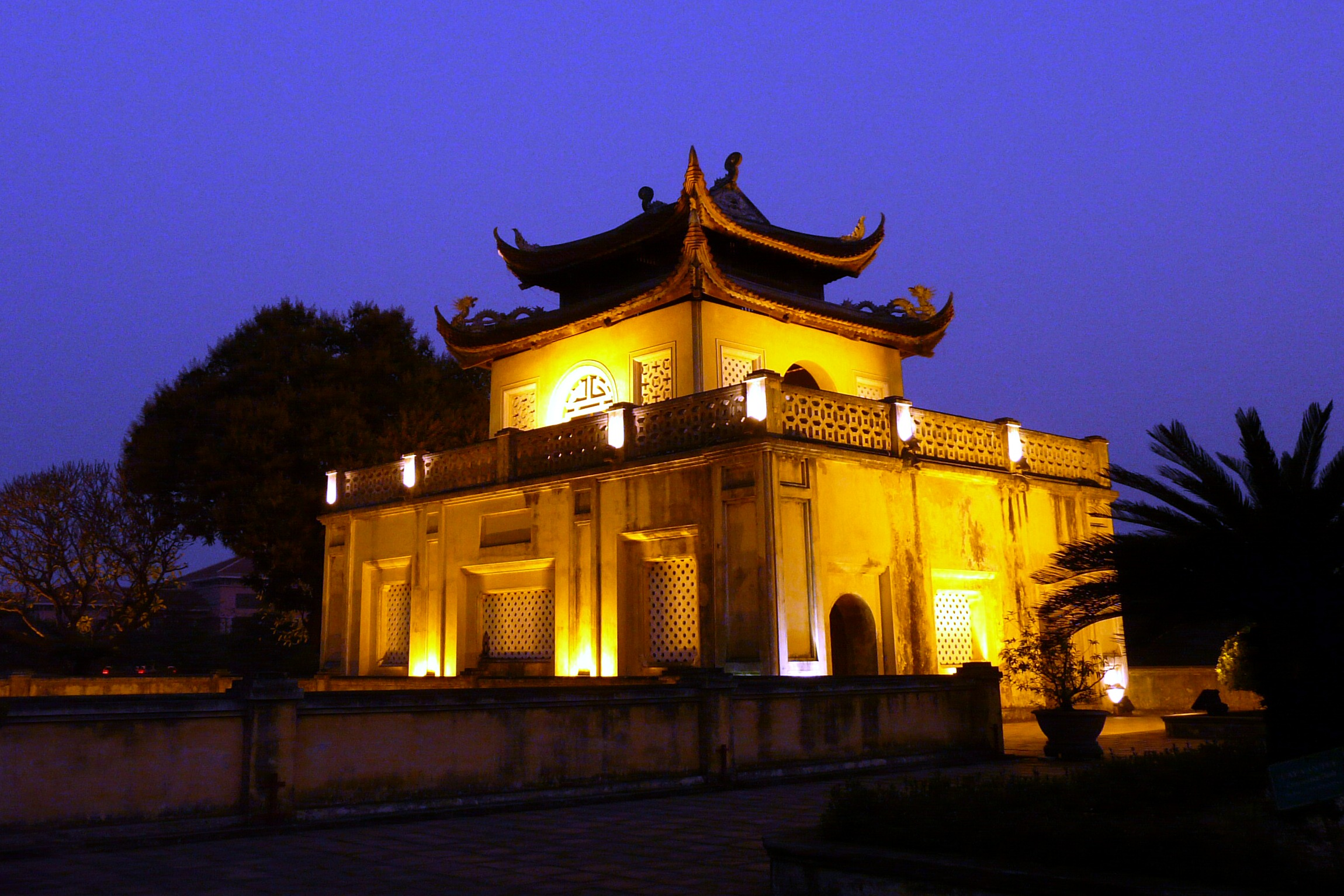